# Delage Type R e T
La Type R e la Type T erano due autovetture di fascia media prodotte dal 1911 al 1913 dalla Casa automobilistica francese Delage.

## Profilo

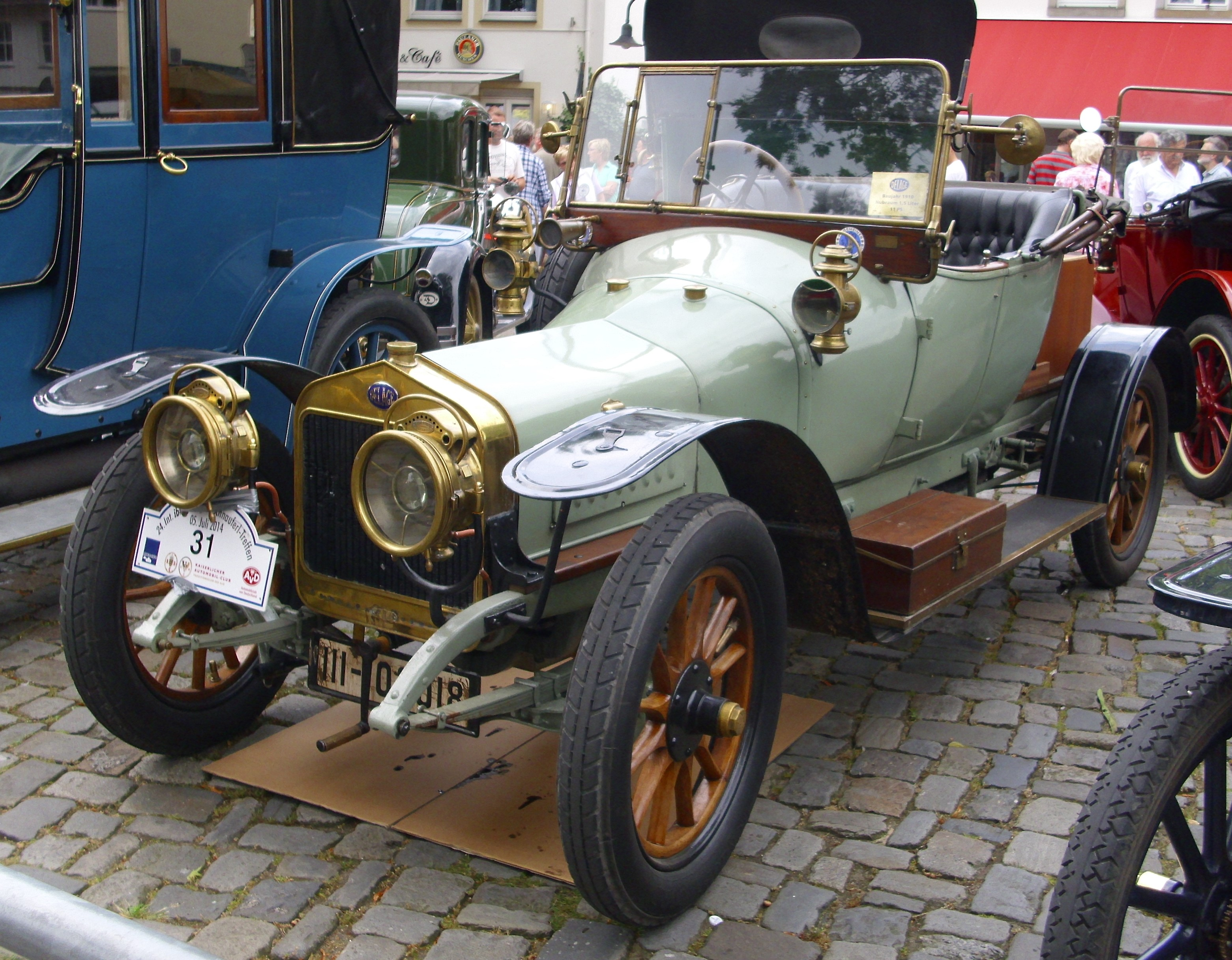
Una Delage Type R

Le origini di queste due vetture vanno fatte risalire però all'anno prima, il 1910, anno in cui la Casa francese decise di commercializzare due modelli che avrebbero fatto da "cuscinetto" in attesa del lancio delle Type R e Type T definitive.
Tali modelli erano denominati ufficialmente Type AC e Type AE. La prima montava un motore a 4 cilindri di origine Ballot, una Casa automobilistica francese attiva nei primi decenni del Novecento. Tale motore aveva una cilindrata di 1460 cm³ ed erogava una potenza massima di 15 CV. La Type AE, invece montava un motore di origine De Dion-Bouton, sempre a 4 cilindri, ma della cilindrata di 1328 cm³. La potenza massima, in questo caso, era di 13 CV.
La Type AC e la Type AE furono commercializzate solo nel 1910, il tempo di ultimare le Type R e T definitive, il cui lancio avvenne l'anno seguente.

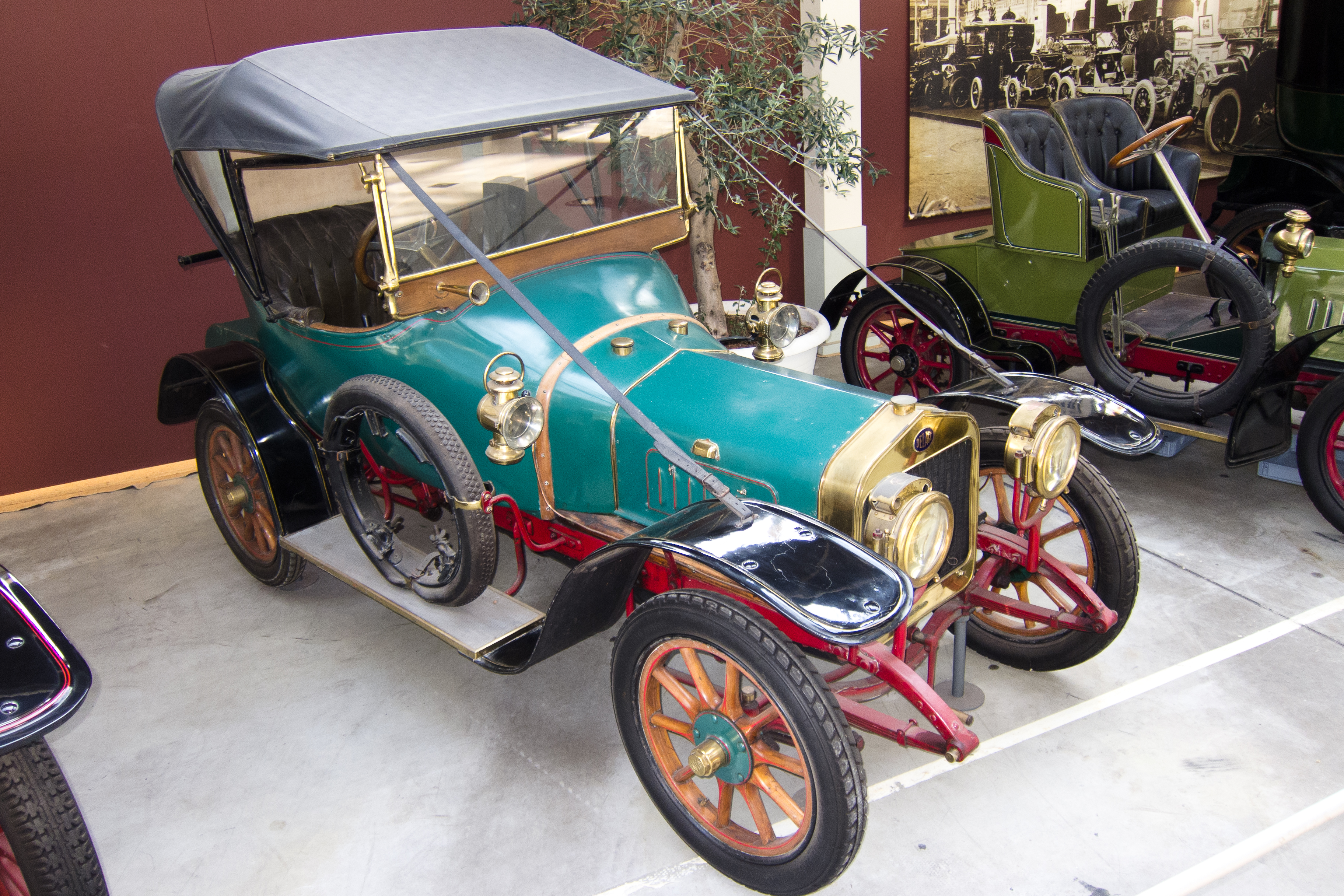
Una Delage Type T

La Type R e la Type T montavano in sostanza lo stesso motore rispettivamente della Type AC e della Type AE.
Esse riprendevano l'eredità della famiglia di vetture di classe media costituita dalle Type H, J, L ed M, ma andavano a sostituirne solo le versioni di cilindrata minore, giacché le versioni di cilindrata maggiore erano sostituite invece dalle Type AB, AD e AH.
Con il lancio delle Type R e T, fu introdotta anche una versione denominata Type TR, che montava lo stesso motore della Type R, e che fu tolta di produzione nel 1912.
Nel 1913, invece, furono tolte di produzione le Type R e Type T. La loro eredità sarà raccolta dalla Type AM due anni più tardi.